# Кшиштоф Потоцький (холмський староста)
Кшиштоф Потоцький (пол. Krzysztof Potocki; бл. 1600 — після 15 вересня 1675) — польський шляхтич, військовик, урядник Корони Польської в Речі Посполитій. Представник роду Потоцьких гербу Срібна Пилява.

## Життєпис
Народився близько 1600 року. Був п'ятим сином у батька — кальвініста, кам'янецького каштеляна Анджея Потоцького. Матір — друга дружина батька Катажина з Творовських-Бучацьких, дочка Миколая та його дружини княжни Анни Маґдалени Радзивілл, ревна кальвінка. Після смерті батька 1609 року Кшиштофа виховувала матір. Значний вплив на формування його особистості мав вітчим (приблизно з 1617 року), мендзижецький каштелян Сендзівуй Остроруг.
Посол виборного сейму від Галицької землі 1632 року. 16 липня 1636 брав участь у похороні кальвінки, королівни Анни в Торуні. Під час виправи князя Януша Радзивілла проти козаків 1651 року був його заступником, керуючи табором під Любечом після перемоги над загоном Матвія Небаби 6 липня 1651. Після цього брав участь у захопленні Києва, 28 вересня разом з Мареком Собеським був відданий як заручник козакам замість гетьмана Богдана Хмельницького, який прибув до коронного табору поблизу Білої Церкви для укладення угод. 1654 року був обраний на Вітебському сеймику послом другого сейму у Варшаві. 1654 року мав ранг ротмістра.
Посади (уряди): новосільський (Холмська земля), холмський староста (отримав між 1651—1655, посаду йому відступив Станіслав «Ревера» Потоцький; 4 грудня 1660 віддав в оренду холмському стольнику Флоріанові Орховському; 1661 року міщани Холма відмовилися виконувати його надмірні «повинності»; його наступником на посаді став 7 лютого 1676 Міхал Жевуський), чесник (з 15 березня 1645, литвини протестували через те, що був поляком з Корони), підстолій великий литовський (з 3 листопада 1646), стольник (номінація 12 січня 1653), підчаший, крайчий (з 15 лютого 1658) великий литовський.
Співпрацював з Богуславом Радзивіллом.
3 серпня 1669 як холмський староста та маршалок каптурових судів Холмської землі виніс вирок, яким присудив сад «впроваджуваним» до Холма піярам. Вирок «квестіював» єпископ УГКЦ Яків Суша.
9 вересня 1670 року став послом сейму від Інфляндського воєводства. Під час сейму на початку 1672 року зробив випад на адресу ревного прихильника королівського двору князя Станіслава Любомирського.
15 вересня 1675 підписав заповіт, помер того ж року.

### Сім'я
Перша дружина — Олена (Гелена) Волович (вдова, перший її чоловік князь Ян Головчинський, чесник ВКЛ), привнесла йому спадок гілки Воловичів-кальвіністів, м. ін. Сідра з кальвінським збором (Гродненський повіт), маєток першого чоловіка (м. ін. Головчин, Тайманів, Новий Бихів у Вітебському воєводстві, Балверишки — Троцькому). Заповіт підписала 14 липня 1649, померла перед 20 жовтня 1649.
Друга дружина — Ельжбета (Гальшка) з Дунін-Раєцьких, донька мінського воєводи, вдова Олександра Халецького та Гедеона Михайла Тризни. Шлюб уклали до 1655 року. Дітей не мав, його маєтки успадкував братанок Кшиштоф Сендзівуй Потоцький.